# Campionati europei di atletica leggera 2014 - Staffetta 4×400 metri femminile
La staffetta 4×400 metri femminile si è tenuta il 16 e 17 agosto.

## Risultati

### Batterie
Le prime 3 e i 2 migliori tempi vanno in finale.
| Pos | Batt | Nazione       | Atlete                                                                        | Tempo   | Note  |
| --- | ---- | ------------- | ----------------------------------------------------------------------------- | ------- | ----- |
| 1   | 1    | Ucraina       | Darya Prystupa, Olha Lyakhova, Hanna Ryzhykova, Hrystyna Stuy                 | 3:28.18 | Q     |
| 2   | 2    | Russia        | Mariya Mikhailyuk, Tatyana Veshkurova, Tatyana Firova, Kseniya Zadorina       | 3:28.42 | Q, SB |
| 3   | 2    | Gran Bretagna | Emily Diamond, Kelly Massey, Victoria Ohuruogu, Margaret Adeoye               | 3:28.44 | Q     |
| 4   | 1    | Francia       | Estelle Perrossier, Muriel Hurtis, Phara Anacharsis, Agnès Raharolahy         | 3:28.58 | Q     |
| 5   | 2    | Polonia       | Iga Baumgart, Patrycja Wyciszkiewicz, Agata Bednarek, Justyna Święty          | 3:29.79 | Q     |
| 6   | 2    | Germania      | Ruth Sophia Spelmeyer, Lena Schmidt, Janin Lindenberg, Lara Hoffmann          | 3:30.39 | q     |
| 7   | 1    | Italia        | Maria Benedict Chigboglu, Maria Enrica Spacca, Elena Bonfanti, Chiara Bazzoni | 3:31.31 | Q     |
| 8   | 1    | Belgio        | Laetitia Libert, Kimberley Efonye, Olivia Borlée, Justien Grillet             | 3:32.22 | q     |
| 9   | 1    | Romania       | Adelina Pastor, Mihaela Nunu, Angela Moroșanu, Bianca Răzor                   | 3:33.84 |       |
| 10  | 1    | Portogallo    | Filipa Martins, Vera Barbosa, Dorothé Évora, Cátia Azevedo                    | 3:35.41 | SB    |
| 11  | 2    | Lituania      | Eva Misiūnaitė, Modesta Morauskaitė, Eglė Staišiūnaitė, Agnė Šerkšnienė       | 3:36.25 |       |
| 12  | 1    | Finlandia     | Katri Mustola, Ella Räsänen, Sanna Aaltonen, Anniina Laitinen                 | 3:36.47 |       |
| 13  | 2    | Norvegia      | Tara Marie Norum, Trine Mjåland, Vilde Jakobsen Svortevik, Line Kloster       | 3:36.57 |       |
| 14  | 2    | Slovacchia    | Sylvia Salgovicová, Alexandra Štuková, Andrea Holleyová, Iveta Putalová       | 3:39.55 |       |
| 15  | 2    | Croazia       | Dora Filipović, Marija Hižman, Lucija Pokos, Kristina Dudek                   | 3:42.96 |       |
| 16  | 1    | Turchia       | Birsen Engin, Tuğba Koyuncu, Meliz Redif, Meryem Kasap                        | 3:48.10 |       |

### Finale

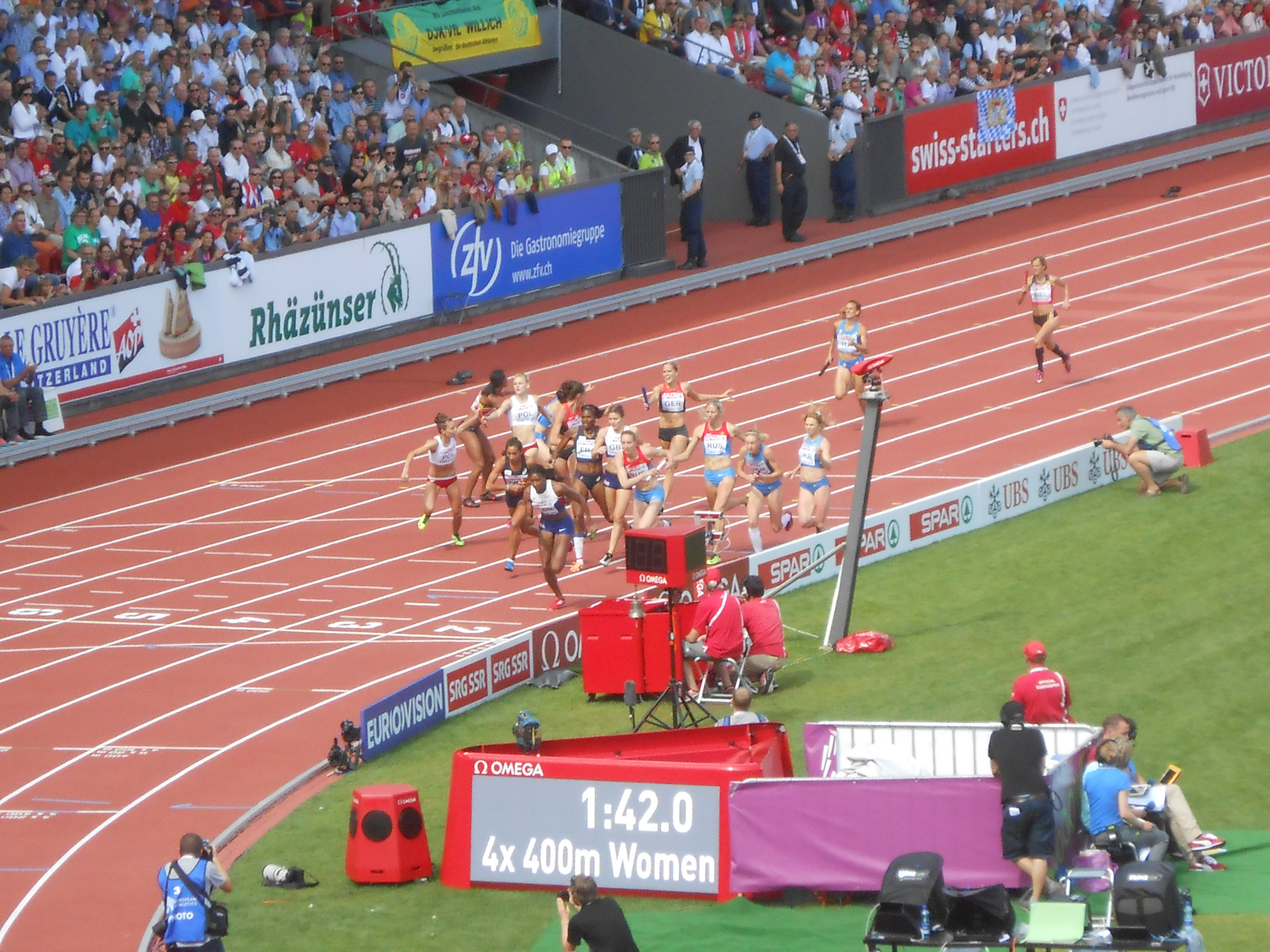
Women's 4 × 400 m relay

| Pos | Corsia | Nazione       | Atlete                                                                      | Tempo   | Note |
| --- | ------ | ------------- | --------------------------------------------------------------------------- | ------- | ---- |
| 1   | 6      | Francia       | Marie Gayot, Muriel Hurtis, Agnès Raharolahy, Floria Gueï                   | 3:24.27 | EL   |
| 2   | 5      | Ucraina       | Nataliya Pyhyda, Hrystyna Stuy, Hanna Ryzhykova, Olha Zemlyak               | 3:24.32 | SB   |
| 3   | 4      | Gran Bretagna | Eilidh Child, Kelly Massey, Shana Cox, Margaret Adeoye                      | 3:24.34 | SB   |
| 4   | 3      | Russia        | Alena Tamkova, Tatyana Veshkurova, Tatyana Firova, Yekaterina Renzhina      | 3:25.02 | SB   |
| 5   | 7      | Polonia       | Małgorzata Hołub, Patrycja Wyciszkiewicz, Joanna Linkiewicz, Justyna Święty | 3:25.73 | SB   |
| 6   | 1      | Germania      | Esther Cremer, Christiane Klopsch, Lena Schmidt, Ruth Sophia Spelmeyer      | 3:27.69 | SB   |
| 7   | 8      | Italia        | Chiara Bazzoni, Maria Enrica Spacca, Elena Bonfanti, Libania Grenot         | 3:28.30 |      |
| 8   | 2      | Belgio        | Laetitia Libert, Olivia Borlée, Kimberley Efonye, Justien Grillet           | 3:31.82 | SB   |